# Parque Quase-Nacional Meiji no Mori Takao
Parque Quase-Nacional Meiji no Mori Takao (明治の森高尾国定公園, Meiji no Mori Takao Kokutei Kōen) é um parque japonês que está localizado próximo ao Monte Takao em Hachiōji, Tóquio. Foi fundado em 1967 em celebração ao centenário da ascensão do Imperador Meiji. Esse parque possui uma área de   1902 acres (7,69 quilômetros quadrados).